# Xanthorhoe asiatica
Xanthorhoe asiatica är en fjärilsart som beskrevs av Otto Staudinger 1882. Xanthorhoe asiatica ingår i släktet Xanthorhoe och familjen mätare. Inga underarter finns listade i Catalogue of Life.